# Tidens krav
|  | Denne artikel er oprettet af botten Steenthbot ud fra en ekstern database. Den kan derfor have sproglige fejl eller mangler. Denne skabelon kan fjernes efter kontrol af indholdet. |

Tidens krav er en dansk stumfilm fra 1933 instrueret af Richard Lund efter eget manuskript.

## Handling
En propagandafilm for Dansk Handels- og Kontormedhjælper Forbund om kontormedhjælperes arbejdsforhold i den fiktive by Æbleby.

## Medvirkende
- Peter S. Andersen, Partikulier Gniesen
- Hermann Florant
- William Bewer
- A. Garvild
- Peter Poulsen
- Henry Hartz
- Inga Schultz
- Axel Kolding